# Vuelo 952 de Hewa Bora Airways
El Vuelo 952 de Hewa Bora Airways fue un vuelo regular doméstico de pasajeros desde el aeropuerto N'djili, Kinshasa, República Democrática del Congo al aeropuerto de Bangoka, Kisangani. El 8 de julio de 2011, el Boeing 727 que operaba chocó contra el suelo durante la aproximación visual a la pista 31. 

## Avión

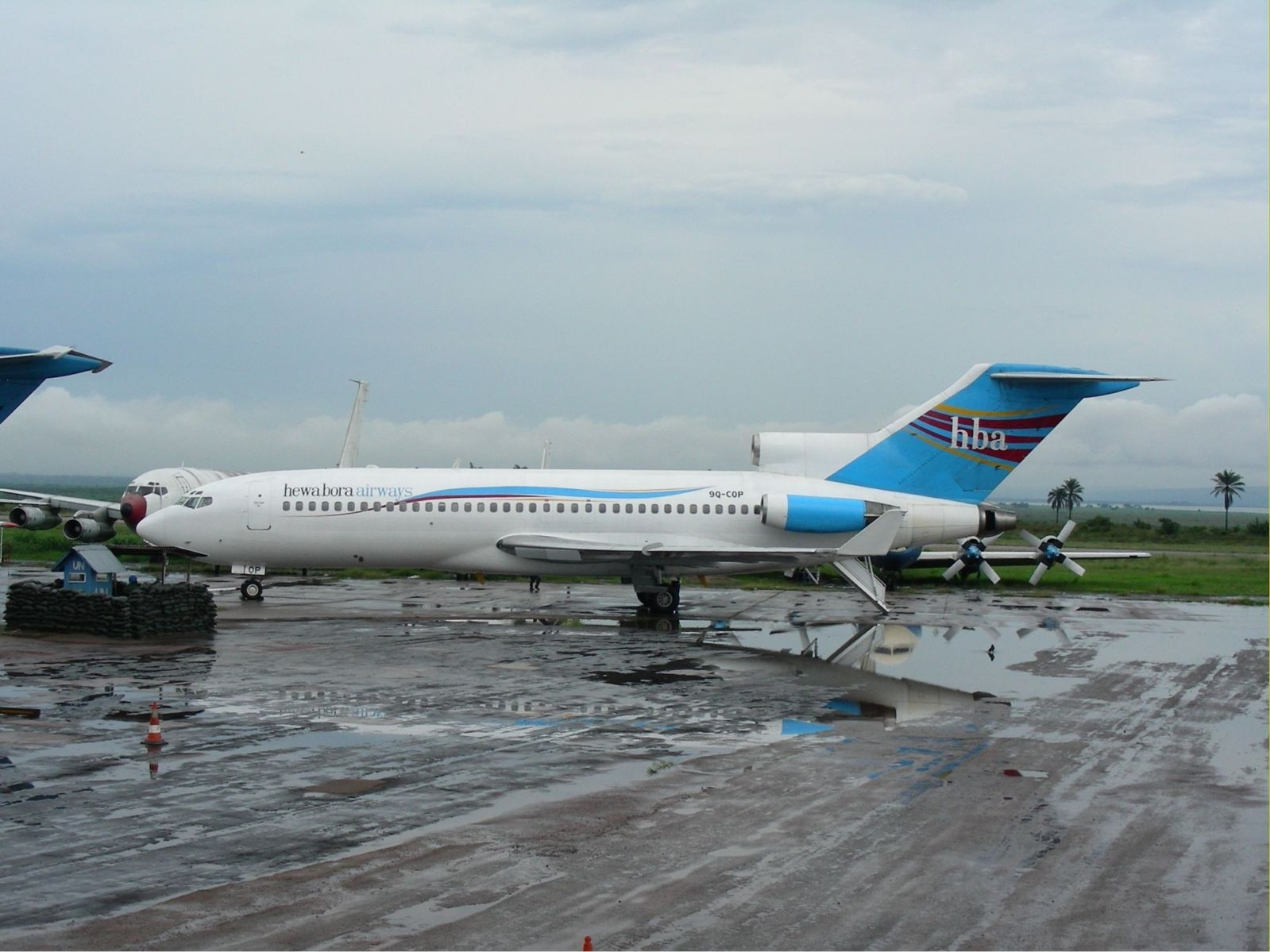
El Boeing 727 accidentado de Hewa Bora Airways, en el Aeropuerto Internacional de N'Djili en noviembre de 2010.

El avión implicado fue un Boeing 727-300, número de serie 18933, registro 9Q-COP. El avión había entrado en servicio con Lufthansa el 29 de septiembre de 1965 y había operado para Condor Flugdienst, Jet Aviation, Imperial Palace Air y el Gobierno de Benín antes de ser adquirido por Hewa Bora Airways en abril de 2010.
En 2004, el avión estuvo operando en la República Democrática del Congo bajo el registro de Suazilandia 3D-BOC. Este registro fue cancelado en 2005 y el avión comenzó entonces a ser operado bajo el registro de São Tomé y Príncipe S9-DBM, pero sin la documentación correcta y sin portar oficialmente ese registro. En 2010, el avión fue re-registrado en la República Democrática del Congo como 9Q-COP. En el momento del accidente tenía 52.613 horas de vuelo.

## Accidente
En torno a las 15:00 hora local, el vuelo 952 se estrelló a unos 200 metros (656,2 pies) del aeropuerto internacional de Bangoka, Kisangani, cuando intentaba aterrizar bajo unas condiciones climáticas que incluían fuertes precipitaciones y visibilidad limitada. Se reportaron tormentas en la zona. Un total de 112 pasajeros viajaban a bordo, así como seis tripulantes.
Las informaciones iniciales decían que entre 50 y 127 personas habían muerto, pero la aerolínea más tarde rechazó dar cifras concretas porque las operaciones de rescate estaban aún en curso. Tan sólo dijo que había habido tanto muertos como supervivientes. El número de supervivientes fue ubicado entre 42 y 53. De acuerdo con Mario-Real Shutsha, el secretario general de la Cruz Roja de la República Democrática del Congo, un total de 74 personas murieron, y 44 sobrevivieron. Un informe preliminar sacó a la luz que había cinco personas que no figuraban en el registro, lo cual contestó el consejero delegado de Hewa Bora Airways Stavros Papaioannou, diciendo que algunas personas usaban billetes registrados bajo otro nombre para viajar.

## Investigación
Se creó una comisión para investigar el incidente. Se publicó un informe preliminar un mes después, en agosto de 2011, sin los datos del piloto de la grabadora de voz de cabina ni de la grabadora de datos de vuelo , que fueron enviados a la Junta Nacional de Seguridad en el Transporte de Estados Unidos para su análisis.
La comisión descubrió que la tripulación del vuelo 952 había calculado mal las condiciones meteorológicas en su destino y que la información meteorológica que les proporcionaron los controladores de tráfico aéreo en Kisangani era incorrecta. 
También se supo que el comandante de la aeronave estaba autorizado para volar MD-82 , pero su licencia de Boeing 727 había expirado y estaba esperando renovación. Se descubrió que la torre de control de Kisangani no tenía suficiente personal y algunos de los controladores de tráfico aéreo no tenían las licencias correspondientes. Las dos instalaciones que se suponía que debían registrar todas las comunicaciones de radio del tráfico aéreo en la torre tampoco estaban operativas.

## Consecuencias
El Ministerio de Transportes de la República Democrática del Congo suspendió el Certificado de Operador Aéreo de Hewa Bora Airwayshaciendo referencia a los repetidos accidentes sufridos por la aerolínea, incluyendo los accidentes sufridos por el Vuelo 122 el 15 de abril de 2008 y el accidente del vuelo 601 al aeropuerto N'djili el 21 de junio de 2010.